# Сант'Елена (Падова)
Сант'Елена (итал. Sant'Elena) је насеље у Италији у округу Падова, региону Венето.
Према процени из 2011. у насељу је живело 1637 становника. Насеље се налази на надморској висини од 8 м.

## Становништво
Према резултатима пописа становништва 2011. у општини је живело 2.430 становника.
| 1931. | 1936. | 1951. | 1961. | 1971. | 1981. | 1991. | 2001. | 2011. |
| ----- | ----- | ----- | ----- | ----- | ----- | ----- | ----- | ----- |
| 2.199 | 2.295 | 2.140 | 1.681 | 1.587 | 1.606 | 1.703 | 1.764 | 2.430 |